# 17683 Kanagawa
17683 Kanagawa este un asteroid din centura principală de asteroizi.

## Descriere
17683 Kanagawa este un asteroid din centura principală de asteroizi. A fost descoperit pe 10 ianuarie 1997 la Hadano de Atsuo Asami. El prezintă o orbită caracterizată de o semiaxă mare de 2,98 ua, o excentricitate de 0,16 și o înclinație de 18,3° în raport cu ecliptica.